# Jeskola Buzz
Jeskola Buzz est un logiciel de composition musicale, home studio modulaire de structure très ouverte, basé sur un éditeur de "pattern" et d'un séquenceur de type Tracker (vertical).
L'avenir du programme longtemps incertain en raison de la perte des sources semble néanmoins assuré par la création de plusieurs clones (Buzé, Aldrin, Buzz Rmx, Buzztard) ainsi que la reprise du projet par son auteur Oskari Tammelin en juin 2008.
Buzz est constitué d'un ensemble de modules, librement connectables, de la même manière qu'avec de vraies machines reliées par des câbles. Ces modules sont de plusieurs types, on trouve des générateurs de sons, synthétiseurs (synthèse soustractive, additive, FM, etc.), sampleurs, trackers, des adaptateurs pour VSTi, DirectXi, des effets tel que réverbérations, échos, filtres, distorsions, vocoders, des outils de mixage et de mastering (tables de mixages, compresseurs, équaliseurs etc.) mais aussi d'autres types de machines, comme des enregistreurs, des machines de contrôle "peer machines" assignables permettant toutes sortes d'automations complexes. La richesse, la variété et le nombre des machines, l'exceptionnelle modularité, la simplicité et la rapidité d'utilisation, la qualité croissante des machines régulièrement créées ainsi que les débats constants entre utilisateurs et développeurs font de ce logiciel une plate-forme unique et d'une puissance surprenante, utilisable aussi bien pour la recherche sonore, la composition que les concerts ou divers types d'installations interactives.
Buzz utilise les drivers ASIO, DirectSound et MME ainsi que la norme MIDI
Le programme a formé une large communauté d'utilisateurs et de développeurs, ces derniers créant des centaines de modules ainsi que de nombreuses améliorations.

## Développement

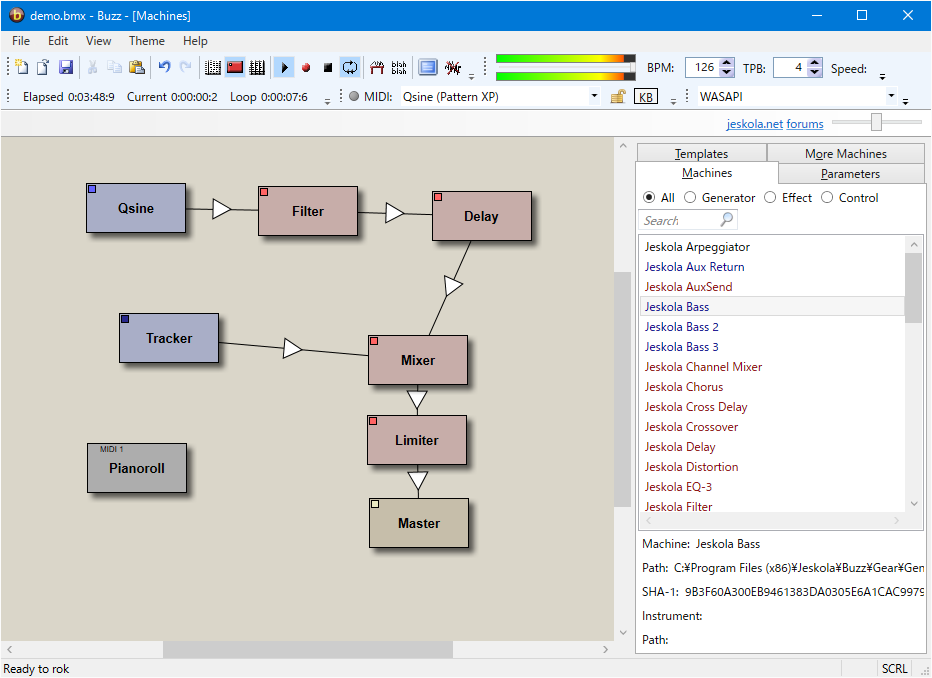
Capture d'écran du logiciel de composition musicale Jeskola Buzz.

Buzz a été codé par Oskari Tammelin issu du groupe Jeskola de la scène démo.
Le développement du logiciel commencé en 1997 a été stoppé le 5 octobre 2000 par la perte des sources. Cependant le projet initialement prévu pour être un "soundtracker" de troisième génération, grâce à l'aide de nombreux programmeurs, et aussi par sa structure très ouverte, a évolué vers une plate-forme plus ambitieuse qui par bien des aspects est tout à fait comparables a des logiciels tel que  Max/MSP, Pure Data, Reaktor ou Bidule.
Overloader, développé par CyanPhase est un des addons les plus utiles.
La reprise en 2008 du développement par son créateur Oskari Tammelin marque assurément une nouvelle ère pour les "Buzz Machines".

## Clones
Plusieurs clones sont en développement, et de nombreux logiciels se sont inspirés de Buzz. Il existe des clones pour Linux (Buzztard, Aldrin) ainsi que plusieurs projets Windows a différents états d'avancement. BUZZle et Buzz RMX sont déjà fonctionnels, cependant Buzé est sans doute le programme qui assure au mieux la compatibilité avec les anciens fichiers.

## Le système de modules
Tous les modules Buzz sont destinés à être gratuits, ce qui a été totalement respecté par la communauté (à l'exception du Jeskola XS1, gratuit depuis 2007).Toutes les nouvelles machines sont librement téléchargeables sur le BuzzMachines.com.
Les librairies C (Buzzlib) qui servent à compiler les nouveaux plugins contiennent une notice indiquant qu'elles ne peuvent servir que pour des modules gratuits (freeware) et la production de fichiers au format Buzz, pour tout autre utilisation, les développeurs doivent acheter une licence. À la suite de l'achat des droits par Image-Line Software, une polémique a vu le jour dans la communauté du fait de l'aspect commercial de FruityLoops.

## Captures d'écrans

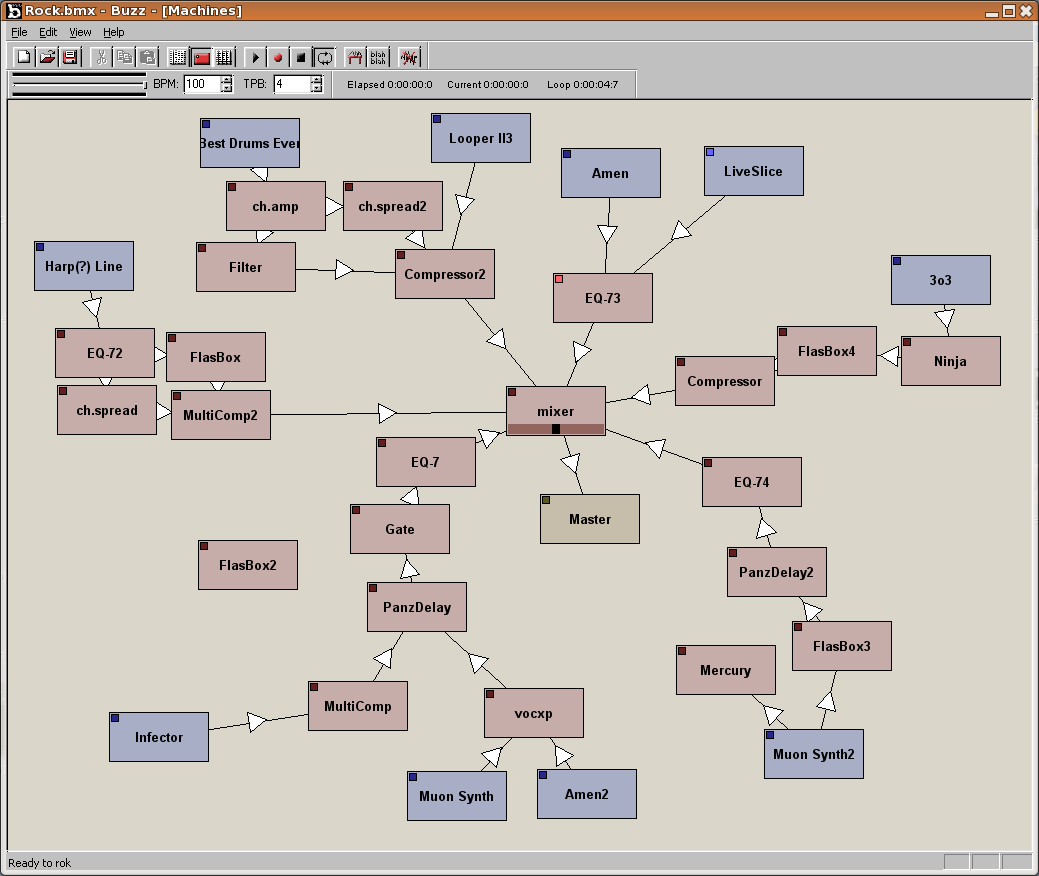
Buzz GUI